# Luigi Reitani
Luigi Reitani (Foggia, 18 luglio 1959 – Berlino, 30 ottobre 2021 ) è stato un germanista e traduttore italiano.

## Biografia
Dopo la laurea in Lettere presso l'Università di Bari con una tesi su Arthur Schnitzler (1983), proseguì la sua formazione a Vienna come allievo di Wendelin Schmidt-Dengler. Dal 1991 insegnò all'Università di Udine, dove divenne professore ordinario di letteratura tedesca nel 2005. Fu Visiting professor alle Università di Klagenfurt e Basilea. Dal 2008 al 2013 fece parte come indipendente della giunta comunale di Udine, con delega alla cultura. 
La sua attività di traduttore e critico acquistò risonanza con la pubblicazione, nel 2001, della sua edizione commentata di Tutte le liriche di Friedrich Hölderlin per la collana dei “Meridiani” Mondadori, lavoro per cui nel 2002 ricevette il premio Mondello per la traduzione letteraria. Fu autore di numerose pubblicazioni sulla Goethezeit e sulla letteratura austriaca del Novecento, in particolare su Ingeborg Bachmann, Thomas Bernhard, Ernst Jandl, Elfriede Jelinek, Friederike Mayröcker, Friedrich Schiller, Arthur Schnitzler. Ha collaborato come critico letterario con riviste e quotidiani, tra cui il domenicale del «Sole 24 Ore». Dal 2013 dirigeva assieme ad Annalisa Cosentino la collana di classici centroeuropei “Gli anemoni” (Marsilio)
Fu membro del comitato scientifico del Freies Deutsches Hochstift di Francoforte. Per il contributo dato alla diffusione della cultura austriaca in Italia nel 2010 venne insignito dell'Ordine al merito della Repubblica austriaca. Dal 2015 al 2019 fu direttore dell'Istituto italiano di Cultura di Berlino. Dall'ottobre 2019 era membro del CdA dell'Istituto italiano di studi germanici di Roma.
Era sposato e aveva due figlie. Morì a Berlino per complicazioni da COVID-19 nel 2021, all'età di 62 anni. .

## Opere principali

### Volumi pubblicati come autore, traduttore e/o curatore
- (a cura di) Arthur Schnitzler, Sulla Psicoanalisi, Milano, SE, 1987, ISBN 88-7710-504-6.
- (a cura di) Friedrich Schiller, Del Sublime, Milano, SE, 1989, ISBN 88-8416-055-3.
- (a cura di) Ingeborg Bachmann, Invocazione all'Orsa Maggiore, Milano, SE, 1994, ISBN 88-7710-521-6; Milano, Adelphi, 2023, ISBN 978-88-459-3828-3.
- (a cura di) La lirica di Ingeborg Bachmann. Interpretazioni, Bologna-Roma, Cosmopoli, 1996, ISBN 88-86740-16-6. [Edizione tedesca ampliata (In collaborazione con Primus-Heinz Kucher), „In die Mulde meiner Stummheit leg ein Wort“. Interpretationen zur Lyrik Ingeborg Bachmanns, Wien, Böhlau, 2000.
- (a cura di) Ernst Jandl. Proposte di lettura, Udine, Forum, 1997, ISBN 88-86756-21-6.
- (a cura di) Friederike Mayröcker, Fogli magici, Venezia, Marsilio, 1998, ISBN 88-317-6179-X.
- (a cura di) Luci lune luoghi. Antologia della poesia austriaca contemporanea, Milano, Marcos y Marcos, 1999, ISBN 88-7168-264-5.
- (a cura di) Friedrich Hölderlin, Tutte le liriche, Edizione integrale tradotta e commentata. Revisione del testo critico tedesco, Collana I Meridiani, Milano, Mondadori, 2001, ISBN 88-04-47407-6.
- Hölderlins Nänie, „Menons Klagen an Diotima“ als ästhetische Antwort auf Schiller, Udine, Forum, 2003, ISBN 88-8420-122-5.
- (a cura di) Thomas Bernhard e la musica, Roma, Carocci, 2006, ISBN 88-430-3714-5.
- (a cura di) Ingeborg Bachmann, Il libro Franza, Milano, Adelphi, 2009, ISBN 978-88-459-2416-3.
- (a cura di) Thomas Bernhard, Autobiografia, Milano, Adelphi, 2011, ISBN 978-88-459-2638-9.
- Germania europea Europa tedesca, Roma, Salerno editrice, 2014, ISBN 978-88-8402-943-0
- Sul crepaccio. Riflessioni / traduzioni, con un saggio critico di Gabriella Caramore, Verona, Anterem edizioni, 2015.
- Il racconto della Germania. Cronache di letteratura tedesca contemporanea, Udine, Forum, 2015, ISBN 978-88-8420-901-6.
- Flucht in der Literatur - Flucht in die Literatur, Vienna, Pichler, 2016, ISBN 978-3-7117-3004-6.
- (a cura e con un saggio introduttivo) Friedrich Hölderlin, Prosa, teatro e lettere, Collana I Meridiani, Milano, Mondadori 2019, ISBN 978-88-045-1341-4.
- (a cura di)  Friedrich Hölderlin-Susette Gondard, Lettere d'amore, Milano, Mondadori, 2021, ISBN 978-88-047-2861-0.

### Saggi
- Faust in Italien, in «Sprachkunst» 23 (1992/2), pp. 191–211.
- Verwandlungen und Fragmente. Zur späten Lyrik Friederike Mayröckers, in „In Böen wechselt mein Sinn“. Zu Friederike Mayröckers Literatur, a cura di Klaus Kastberger e Wendelin Schmidt Dengler, Wien, Sonderzahl 1996, pp. 53–68.
- “Lontano”. “Der Italienkomplex” in der deutschsprachigen Literatur aus Südtirol, in Literatur in Südtirol, a cura di Johann Holzner, Innsbruck-Wien, Studienverlag 1997, pp. 54–76.
- Durchlässige Textlandschaften. Zu einer poetischen Konstante im Werk von Peter Waterhouse, in «Text+Kritik» 137 (1998/1), pp. 68–76.
- Zeitkritisches Hören, in Interpretationen. Werke von Ingeborg Bachmann, a cura di Mathias Mayer, Stuttgart, Reclam 2002, pp. 68–80.
- Face to face. Hölderlin in a New Italian Bilingual Edition, in «MLN» 117 (2002), 3, pp. 590–598.
- Il teatro delle voci, in Elfriede Jelinek, Sport. Una pièce. / Fa niente. Una piccola trilogia della morte. Milano, Ubulibri 2005, pp. 9–27.
- Abitare le tenebre, in «aut aut» 325/2005, numero speciale dedicato a Thomas Bernhard, pp. 37–49 [traduzione francese Habiter les ténèbres, in «Europe. Revue littêraire mensuelle» 87 (2009), 959, pp. 56–71].
- Dopo la catastrofe, in Thomas Bernhard, Amras, Milano, SE 2005, pp. 81–96.
- Vergleiche ins Nirgendwo. Die rhetorischen Strategien Elfriede Jelineks am Beispiel der Übersetzung der Nobelpreisrede, in «MAL» 39 (2006), 3-4, pp. 97–104.
- L'edizione scientifica del testo letterario, in Letteratura tedesca. Manuale per l'Università, a cura di Eugenio Spedicato, Pisa, ETS 2006, pp. 61–86.
- Orterkundungen, Raumverwandlungen. Zur poetischen Topographie Hölderlins, in «Hölderlin-Jahrbuch» 35 (2006-2007), pp. 9–29.
- Mnemosyne, Eine Nymphe?, in La parola, il mito, la metafora, a cura di Luciano Zagari, Pisa, ETS 2008, pp. 147–173.
- Heimkehr nach Galicien. Heimat im Werk Ingeborg Bachmanns. Mit einem bisher unveröffentlichten Brief von Jean Améry an Ingeborg Bachmann, in Topographien einer Künstlerpersönlichkeit. Neue Annäherungen an das Werk Ingeborg Bachmanns, a cura di Barbara Agnese e Robert Pichl, Würzburg, Königshausen & Neumann 2009, pp. 31–46.
- Topografie della Shoah, in Atlante della letteratura tedesca, a cura di Francesco Fiorentino e Giovanni Sampaolo, Macerata, Quodlibet 2009, pp. 392–399.
- La poesia di lingua tedesca dal 1945 al 1968, in La poesia tedesca del Novecento, a cura di Anna Chiarloni, Roma-Bari, Laterza 2009, pp. 73–103.
- I classici tedeschi nella contemporaneità, in Come parlano i classici, Presenza e influenza dei classici nella modernità, Roma, Salerno 2011, pp. 283–304.
- Die Entdeckung der Poesie. Norbert von Hellingraths bahnbrechende Edition der Werke Hölderlins, in Neugermanistische Editoren im Wissenschaftskontext, a cura di Roland S. Kamzelak, Rüdiger Nutt-Kofoth e Bodo Plachta, Berlin-New York, De Gruyter 2011, pp. 153–165.
- Matematica e frammento. Friedrich Hölderlin e la nascita della lirica moderna, in La lirica moderna. Momenti, protagonisti, interpretazioni, a cura di Furio Brugnolo e Rachele Fassanelli, Padova, Esedra 2012, pp. 15–33.
- Zwischen (und unter) den Sprachen unterwegs. Ernst Jandls Poetik der Mehrsprachigkeit, in Wir jandln! Didaktische und wissenschaftliche Wege zu Ernst Jandl, a cura di Hannes Schweiger e Hajnalka Nagy, Innsbruck-Wien-Bozen, Studien Verlag 2013, pp. 52–60.
- Introduzione, in Robert Musil, Il redentore, a cura di Walter Fanta, Venezia, Marsilio 2013, pp. 13–29.
- Ékphrasis e rivoluzione. Il “Carnevale romano” di Goethe, in Johann Wolfgang Goethe, Il Carnevale romano, Roma, Salerno editrice 2014, pp. 7–61.
- Karl Kraus' Reimtheorie, in “Schöpferische Restauration” Traditionsverhalten in der Literatur der Klassischen Moderne, a cura di Barbara Besslich e Dieter Martin, Würzburg, Ergon 2014, pp. 255–261.